# Мосунова, Анна Александровна
А́нна Алекса́ндровна Мосуно́ва (29 ноября 1905, Русская Сенда, Уржумский уезд, Вятская губерния — 15 ноября 2003, Йошкар-Ола, Марий Эл) — марийский советский партийно-административный работник, педагог, общественный деятель. Секретарь Президиума Верховного Совета Марийской АССР (1950—1960), депутат Верховного Совета МАССР (1951—1963). Делегат Всесоюзной конференции сторонников мира в Москве (1952). Член ВКП(б).

## Биография
Родилась 29 ноября 1905 года в деревне Русская Сенда ныне Мари-Турекского района Марий Эл.
В 1925 году окончила Сернурскую совпартшколу I ступени, в 1929 году — Марийскую областную совпартшколу II ступени в г. Йошкар-Оле. Некоторое время заведовала избой-читальней с. Зашижемье Сернурского кантона Марийской автономной области, была комсомольским организатором. Затем работала инструктором в Сернурском потребобществе и техническим секретарем политотдела Сернурской МТС, возглавляла Сернурское сельпо и районное отделение «Заготлён».
В 1930-е годы переехала в г. Йошкар-Олу: инструктор, заведующий отделом Йошкар-Олинского горкома ВКП(б), затем — главный редактор последних известий Марийского радиокомитета. В 1938 году окончила Марийский государственный педагогический институт имени Н. К. Крупской.
В 1941 году, с началом Великой Отечественной войны записалась добровольцем на трудовой фронт для заготовки леса оборонного значения и строительства оборонительных сооружений.
В том же году начала педагогическую деятельность: преподавала историю в школах г. Йошкар-Олы, затем до сентября 1943 года заведовала школьным сектором Народного комиссариата просвещения Марийской АССР. В 1943—1949 годах занимала должность инструктора отдела кадров, в 1949—1950 годах заведовала сектором школ, высших учебных заведений, культурно-просветительских учреждений, физкультуры и спорта Марийского обкома ВКП(б).
В 1952 году стала делегатом Всесоюзной конференции сторонников мира в г. Москве.
В 1950—1960 годах была секретарём Президиума Верховного Совета Марийской АССР II, III, IV и V созывов. На этом посту проработала вплоть до выхода на заслуженный отдых в статусе персонального пенсионера республиканского значения.
За заслуги в области партийно-административной работы награждена 2-мя орденами «Знак Почёта» (1946, 1951), медалями «За доблестный труд в Великой Отечественной войне 1941—1945 гг.», «Ветеран труда», юбилейными медалями, знаком «50 лет пребывания в КПСС», Почётными грамотами Президиума Верховного Совета Марийской АССР, Комитета народного контроля республики и Марийского областного комитета ВЛКСМ и др.
Скончалась 15 сентября 2003 года в г. Йошкар-Оле, похоронена на Туруновском кладбище.

## Семья
Замужем, дочь — Р. В. Артищева (род. 1934), известный марийский музыковед, член Союза композиторов СССР, заслуженный работник культуры Республики Марий Эл, лауреат Государственной премии Марий Эл им. И. С. Палантая.

## Награды
- Орден «Знак Почёта» (1946, 1951)[3]
- Медаль «За доблестный труд в Великой Отечественной войне 1941—1945 гг.»[2][4]
- Юбилейная медаль «За доблестный труд. В ознаменование 100-летия со дня рождения Владимира Ильича Ленина»[2][4]
- Медаль «Ветеран труда»[2][4]
- Почётная грамота Президиума Верховного Совета Марийской АССР (1944, 1946, 1955)[3]